# Sosnowo (powiat gryfiński)
Sosnowo (niem. Gebersdorf) – wieś w Polsce położona w województwie zachodniopomorskim, w powiecie gryfińskim, w gminie Banie.
W 2003 r. wieś miała 134 mieszkańców.
W latach 1975–1998 miejscowość należała administracyjnie do województwa szczecińskiego.